# Richard Wigginton Thompson
Richard Thompson Wigginton (Contea di Culpeper, 8 giugno 1809 – Terre Haute, 9 febbraio 1900) è stato un politico statunitense.

## Biografia
Fu il ventisettesimo segretario della marina statunitense durante la presidenza di Rutherford Hayes (19º presidente). La carica di segretario, rimasta scoperta dal 4 marzo 1877 fino all'inizio suo mandato, venne ricoperta temporaneamente da William Faxon.
Nato nella contea di Culpeper, stato della Virginia nel 1831 lasciò il paese per trasferirsi prima a Louisville, Kentucky ed in seguito nella contea di Lawrence nello Stato dell'Indiana. Stato che preferì al momento del suo ritiro dalle scene politiche.

## Riconoscimenti
Il cacciatorpediniere USS Thompson (DD-305) deve a lui il suo nome.